# Johannes Benzing
Johannes Benzing (auch Hans Benzing; geboren 13. Januar 1913 in Schwenningen am Neckar; gestorben 16. März 2001 in Königsfeld im Schwarzwald, Ortsteil Erdmannsweiler) war ein deutscher Turkologe und Diplomat in der Zeit des Nationalsozialismus und in der Bundesrepublik. Er lehrte von 1958 bis 1981 als Professor für Orientalische Philologie an der Universität Mainz.

## Leben
Der Sohn des Werkmeisters Johannes Benzing besuchte die Oberrealschule in Schwenningen. Nach einer kaufmännischen Lehre und Angestelltentätigkeit beim Uhrenhersteller Mauthe studierte er von 1936 bis 1939 Orientalistik in Berlin und schloss das Studium mit der Promotion (Dissertation: Über die Verbformen im Turkmenischen) und Sprachprüfungen in Türkisch und Persisch ab. 1942 habilitierte er sich mit der Arbeit Tschuwaschische Forschungen IV. Die Kasus. Im Juni 1936 wurde Benzing Mitglied der SA, wo er den Rang eines Scharführers erreichte. Er beantragte am 5. Juli 1940 die Aufnahme in die NSDAP und wurde zum 1. Oktober desselben Jahres aufgenommen (Mitgliedsnummer 8.182.265).

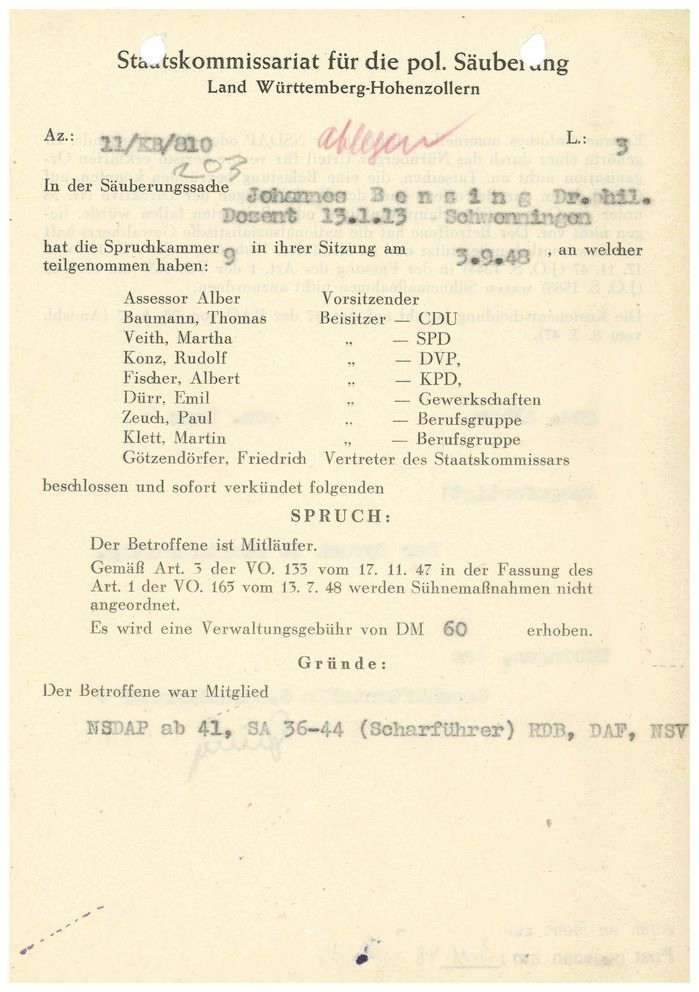
Entnazifizierung (1948)

Am 20. Juli 1937 trat er, zunächst als wissenschaftlicher Hilfsarbeiter, in den Auswärtigen Dienst ein und war dort nach einer Ausbildung für den höheren Chiffrierdienst als Regierungsrat und ab 1942 als Referatsleiter tätig. 1944 war Benzing als zuständiger Vertreter der Deutschen Morgenländischen Gesellschaft in einer im Reichssicherheitshauptamt geplanten „Arbeitsgemeinschaft Turkestan“ in der Deutschen Morgenländischen Gesellschaft (Präsident Martin Schede) vorgesehen; der Plan wurde kriegsbedingt nicht mehr umgesetzt.
Nach Kriegsende war er 1945/46 interniert und arbeitete danach als freiberuflicher Übersetzer und als Türkisch-Lehrkraft an der Universität Tübingen. Ein Dokument vom 3. September 1948 bestätigt seine Entnazifizierung als „Mitläufer“. Anschließend arbeitete Benzing ein halbes Jahr als Lehrer an der Schule Schloss Salem, von 1948 bis 1950 hatte er einen Lehrauftrag an der Universität Tübingen. Dann ging er für fünf Jahre als Lehrbeauftragter an das Centre d’études turques in Paris. Benzing wurde 1953 zum Mitglied der Akademie der Wissenschaften und der Literatur Mainz gewählt. Seit 1955 war er Privatdozent an der Universität Mainz. Im selben Jahr kehrte er in den Auswärtigen Dienst zurück und wurde 1956 an das Generalkonsulat der Bundesrepublik in Istanbul entsandt, wo er von 1958 bis 1963 die Stellung des Konsuls innehatte. Gleichzeitig hatte er einen Lehrauftrag an der Universität Istanbul.
Bereits 1958 war er zum außerplanmäßigen Professor in Mainz ernannt worden, 1963 wurde er dort als Nachfolger Helmuth Scheel zum ordentlichen Professor für Orientalische Philologie berufen. Von 1964 bis 1977 war Benzing zudem Direktor des Seminars für Orientkunde der Universität Mainz, bevor er 1981 emeritiert wurde.
Johannes Benzings Tochter ist die Ethnologin, Sozialanthropologin und Afrikanistin Brigitta Benzing (1941–2023).

## Schriften (Auswahl)
- Bolgarisch-tschuwaschische Studien. Harrassowitz, Wiesbaden 1988
- Kritische Beiträge zur Altaistik und Turkologie, Harrassowitz, Wiesbaden 1988
- Kalmückische Grammatik zum Nachschlagen, Harrassowitz, Wiesbaden 1985
- Chwaresmischer Wortindex, Harrassowitz, Wiesbaden 1983
- Islamische Rechtsgutachten als volkskundliche Quelle, Akademie der Wiss. u.d. Literatur, Mainz 1977
- Die tungusischen Sprachen. Versuch einer vergleichenden Grammatik. Verlag der Akademie der Wissenschaften und der Literatur, Mainz 1955 (= Abhandlungen der geistes- und sozialwissenschaftlichen Klasse der Akademie der Wissenschaften und der Literatur in Mainz. Jahrgang 1955, Nr. 11).
- Lamutische Grammatik : Mit Bibliographie, Sprachproben u. Glossar. Steiner, Wiesbaden 1955
- Einführung in das Studium der altaischen Philologie und der Turkologie. Harrassowitz, Wiesbaden 1953
- Deutsch-tschuwaschisches Wörterverzeichnis nebst kurzem tschuwaschischen Sprachführer. O. Stollberg, Berlin 1943
- Turkestan, Die Bücherei des Ostraumes : Sonderveröffentlichung, ebd. 1943
- Über die Verbformen im Türkmenischen, Berlin, Diss. phil. 1939
- Das chwaresmische Sprachmaterial einer Handschrift der "Muqaddimat al-Adab", Steiner, Wiesbaden 1968